# منوچهر کاظمی
منوچهر کاظمی آخرین وزیر کشاورزی و عمران روستایی در حکومت پهلوی به نخست‌وزیری شاپور بختیار بود. او در زمان ریاست ابوالحسن ابتهاج در سازمان برنامه و بودجه مسوول دفتر ابتهاج بود ولی به علت برخورد ساواک از خدمات دولتی بیرون آمد.

## برنامه‌های وزارت کشاورزی و عمران روستایی
برنامه‌های وزارت کشاورزی و عمران روستایی به شرح زیر در مجلس اعلام شد:
1. تجدید سازمان وزارت کشاورزی و عمران روستایی بر اصل عدم تمرکز و منطقه‌ای نمودن برنامه‌ریزی و اجراء.
2. برنامه‌ریزی تولید محصولات کشاورزی و دامپروری با توجه به نیاز غذایی کشور از یک طرف و شرایط اقلیمی و زمین کشاورزی و آب موجود درهر منطقه از طرف دیگر.
3. استاندارد نمودن محصولات کشاورزی و دامپروری و تثبیت عادلانه بهای کلیه محصولات کشاورزی و دامپروری و تضمین خرید آنها به منظورحمایت دولت از کشاورزان.
4. برنامه‌ریزی در جهت بسته‌بندی و عرضه محصولات کشاورزی و دامپروری خریداری شده توسط دولت به بازار مصرف ضمن تثبیت یک سودعادلانه برای فروشندگان و حمایت مصرف‌کننده.
5. حمایت از صنایع غذایی در جوار تولیدکنندگان محصولات کشاورزی و دامپروری به منظور تقلیل ضایعات.
6. استفاده از کشاورزی سنتی به موازات کشاورزی علمی و مکانیزه در جهت ایجاد یک سیستم بنیادی برای کشاورزی علمی با توجه به مسائل‌ناحیه‌ای.